# حسن المدرس
السيد حسن طباطبايي زوارة (بالفارسية: سید حسن مدرس) (1870، سرابة- 1 ديسمبر 1937، كاشمر)  المعروف باسم المدرس هو من الشخصيات الدينية والسياسية الإيرانية المعروفة، الذي برز دوره منذ أحداث الحركة الدستورية الإيرانية (1905 -1907م) والحرب العالمية الأولى، فكان عنصراً حيوياً في مقارعة الاستبداد والظلم في الفترة التي كان يعاني المجتمع الإيراني من السيطرة الأجنبية. حيث قام بتعضيد ودعم حركات المقاومة المسلحة خلال تلك السنوات وكان من المعارضين الأشداء لسياسة الحكومات الإيرانية. وقد استكمل  دوره ذلك حتى بعد انحلال الأسرة القاجارية وتولي رضا شاه بهلوي سدة الحكم. ولكن بعد فترة تمت تصفيته جسدياً من قبل قوات الأمن الإيرانية وبإيعاز شخصي من قبل الشاه رضا بهلوي.

## الولادة والنشأة
ولد السيد حسن بن إسماعيل بن المير عبد الباقي الطباطبائي المعروف بالمدرس في عام 1287 هـ في قرية سرابة كتشو وهي قرية منسية تقع على بعد اثني عشر كيلومتراً من شرق مدينة أردستان التابعة لمحافظة أصفهان الإيرانية. نشأ السيد حسن المدرس على يد والده، الذي كان من افاضل الخطباء ومبلغي الأحكام والشريعة الإسلامية. ولكن بعد أن بلغ عمره ست سنوات تكفل جده السيد عبد الباقي تربيته وهاجر معه إلى مدينة قمشة. تنتسب عائلة المدرس إلى السادة الطباطبائية الزوارية.

## التعليم
لما أصبح السيد حسن المدرس في الرابعة عشر من عمره توفی جده، فغادر قريته متوجهاً إلى اصفهان لمواصلة دراسته الدينية بناءً على وصية جده فمكث فيها ثلاث عشر سنة، ودرس خلالها العلوم العربية والفقه والأصول والفلسفة.
ثم هاجر إلى النجف في حدود سنة 1314هــ (1896م) لمواصلة دراسته العليا في حوزة النجف فدخل الحوزة وتتلمذ هناك على يد كبار علمائها من أبرزهم. السيد محمد كاظم اليزدي، والشيخ محمد كاظم الخراساني، والمولى علي النهاوندي. حتی نال درجة الاجتهاد فعاد إلى اصفهان بعد سبع سنوات في حدود سنة 1321هــ (1903م)، فأخذ يدرّس الفقه والاصول في بعض مدارسها، ثم انتقل إلى العاصمة طهران فتولى التدريس في مدرسة «سبهسالار».

## حياته السياسية
بعد انتصار الحركة الدستورية في إيران دخل السيد المدرس المجلس النيابي في الدورة الثانية بتوصيات من علماء النجف ليكون أحد أعضاء اللجنة الخماسية التي كانت وفقاً للدستور مخولة على الإشراف على اللوائح التي تشرع في البرلمان لضمان مطابقتها للشريعة الإسلامية ومراقبة باقي الأعضاء لئلا يحيدوا عنها.
وكان صلباً وصريحاً ويقف بوجه مخطّطات رضا خان ويوصفها بالخيانة والعمالة للاستعمار، 
وقد أدّت شجاعته وصلابة مواقفه السياسية إلى انتخابه من قبل أهالي طهران في الدورة الثالثة للمجلس.
وفي منتصف الدورة الثالثة للمجلس، اندلعت نيران الحرب العالمية الأولى عام 1914م، واحتلت القوی الاستعمارية إيران، قام السيد المدرس بتعضيد ودعم  الحركات المقاومة المسلحة للدفاع عن البلاد امام الغزو الاجنبي. كما كان للسيد مدرس دوره الجلي بعد انتهاء الحرب العالمية الأولى في المقاومة وقيادة التظاهرات الداعية إلى استقلال إيران وخروج الاحتلال الأجنبي سيما البريطاني من البلاد. 
وفي الدورة الرابعة أيضاً انتخب من جديد عضواً في البرلمان وترأس الأغلبية هناك. ولعب دوراً بارزاً في افشال اتفاقية عام 1919 التي عقدت بين وثوق الدولة والاستعمار البريطاني، وكذلك في اسقاط حكومة وثوق الدولة نفسها. 
وفي الدورة الخامسة للمجلس ترأس السيد المدرس كتلة الأقلية بسبب دخول عدد كبير من النواب الذين  تم شراءهم من قبل رضا خان، الذي كان وزيراً للحرب آنذاك. وفي هذه الفترة حصل رضا خان على موافقة البرلمان في تعيينه رئيساً للوزراء وقائداً عاماً للجيش. وكان رضا خان قد تقدم بمشروع إلی المجلس يقضي بالغاء الملكية الی الجمهورية الّا ان المدرس الذي كان يرى بأن رضا خان هو الذي جاء به الاستعمار البريطاني قام بمعارضته بشدة.
ولكن بعد فترة بدأ رضا خان بقمع أي مقاومة داخلية، وخاصة من جانب الأقلية في المجلس. فقبل أن تنتهي الدورة الخامسة للمجلس تم إقرار قانون يقضي بتغيير السلالة الملكية القاجارية، وذلك بسبب الأغلبية التي حصل عليها رضا خان في المجلس على الرغم من مقاومة الوطنيين، وعلى رأسهم السيد المدرس. وفي الدورة السادسة تم تنصيب رضا خان ملكاً على إيران من قبل مجلس المؤسسين الذي تشكل آنذاك.
يقول المؤرخ الإيراني حسين مكي حول شخصية المدرس: «كان رئيس كتلة الأقلّية، السيد حسن المدرس، الذي يعد من الشخصيات التي ليس فقط لا يمكن قياسها مع سائر رجال السياسة الإيرانيين، بل انه يعد من الأفذاذ، بسبب خصوصياته الأخلاقية والسياسية. فالمدرس له نفوذ وشعبية سياسية ودينية بين جميع فئات الشعب الإيراني… ويعد من نوادر التاريخ الإيراني في فهمه وذكائه وفطنته وسرعة بديهيته، وكذلك حسه السياسي وشجاعته وصراحة لسانه…»

## مؤلفاته
أنجز السيد حسن المدرس عدة مؤلفات، أبرزها:
1. حاشية على الكفاية في الأصول
2. رسالة في العقود
3. رسالة في الشرط المتأخر
4. بحث في لزوم القبض في الموقوفات
5. رسالة في الاستصحاب
6. وجيزة في بعض مسائل العدّة

وله مخطوطات عديدة، منها: رسالة في حجّية الظن، وأخرى في الاستصحاب، وثالثة في شرائط الإمام والمأموم.

## قتله

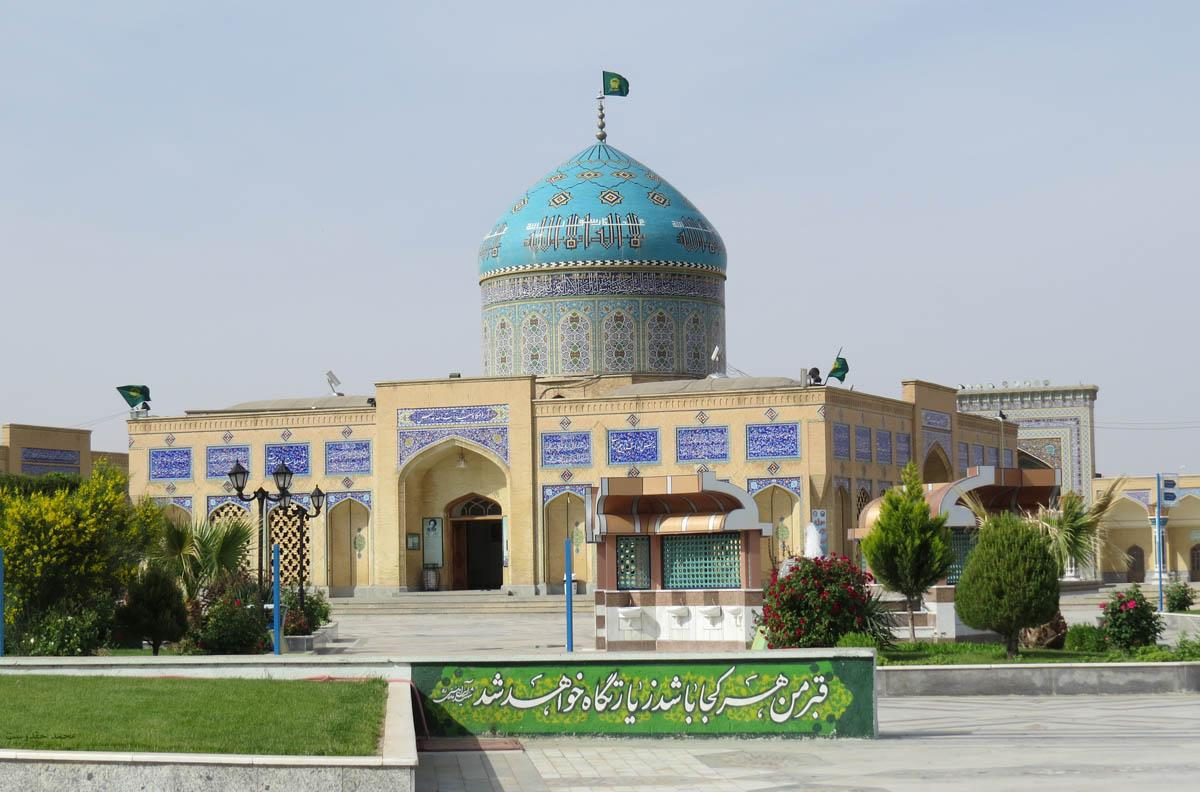
ضريح حسن المدرس في كاشمر

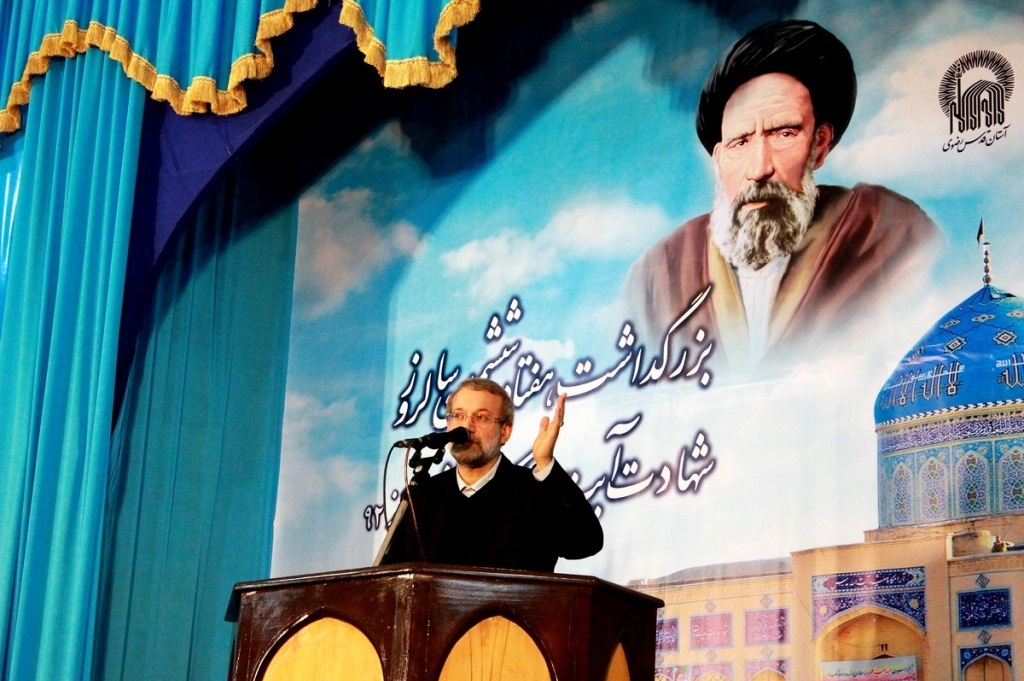
علي لاريجاني في مراسم الذكرى السنوية لاستشهاد آية الله مدرس

تعرض آية الله مدرس لعدة محاولات اغتيال بسبب مواقفه السياسية من الحكومة. فعندما كان في إصفهان تعرض للاغتيال لكن المحاولة باءت بالفشل ، وفي المرّة الأُخرى حاول النظام اغتياله عندما كان يأتي إلی مدرسة سبهسالار للتدريس في العاصمة طهران حيث هاجمته مجموعة من عشرة أشخاص وأخذوا يطلقون النار عليه من كل جانب فلم تصبه إلاّ أربع رصاصات، ثلاث في اليد اليسرى والرابعة في اليد اليمنى، لكن الإصابات لم تكن قاتلة.
وفي عام 1347هـ أبعده النظام إلى خراسان وسجنه هناك إلى سنة 1356هـ ثم نقله إلى سبحن في مدينة كاشمر في جنوب خراسان ومنعت عنه الزيارة والمراسلة. ثم في اليوم الثامن والعشرين من شهر رمضان سنة 1356 قٌتل خنقاً بأمر من رضا شاه. فدفن بمدينة كاشمر في إيران، وقبره الآن معروف يزار. تحيي إيران هذا اليوم من كل عام لذكرى استشهاد آية الله مدرس.